# 川辺町立川辺東小学校
川辺町立川辺東小学校（かわべちょうりつ かわべひがししょうがっこう）は岐阜県加茂郡川辺町にある公立の小学校。
校区は福島、下飯田、比久見、下吉田などである。

## 沿革
- 1873年（明治6年） - 
  - 福島村・下飯田村が共同で、文明学校を開校。
  - 比久見村・下吉田両村が共同で、立身学校を開校。
- 1886年（明治19年） - 文明学校と立身学校が合併、比久見尋常小学校に改称。校区は上飯田村、下飯田村、福島村、比久見村、下吉田村。現在地に移転。
- 1889年（明治22年）7月1日
  - - 福島村、下飯田村、比久見村、下吉田村合併し、上米田村が発足。
  - - 和知村、野上村、上飯田村、牧野村が合併し、和知村が発足。
- 1893年（明治26年） - 上米田尋常小学校と改称。旧・上飯田村の地域は上飯田尋常小学校を開校し独立[1]。
- 1902年（明治35年） - 上米田尋常高等小学校に改称する。
- 1941年（昭和16年） - 上米田国民学校に改称する。
- 1947年（昭和22年） - 上米田村立上米田小学校に改称する。
- 1955年（昭和30年）4月1日 - 川辺町と上米田村と対等合併し、川辺町が発足。同時に川辺町立上米田小学校に改称する。
- 1980年（昭和55年）4月1日 - 川辺町立川辺東小学校に改称する。
- 1981年（昭和56年） - 新校舎が完成。

## 義務教育学校の計画
- 川辺町の3小学校1中学校を統合し、2030年に義務教育学校を開校することを計画している。校舎は川辺中学校の校舎の改修及び新築を予定している。
- 2025年4月の川辺町長選挙では、義務教育学校を推進していた現職の佐藤光宏が落選し、木下宙が当選。木下は義務教育学校の計画の見直しの方針を示している。